# Iceweasel
Iceweasel es el nombre de un proyecto derivado (fork) de Mozilla Firefox, una compilación renombrada, preparada por Debian, para resolver la demanda hecha por Mozilla que los obligaba a dejar de utilizar el nombre o acogerse a sus términos, los cuales son inaceptables dentro de las políticas de Debian. No confundir con el nombre IceWeasel (con W mayúscula) que es un proyecto independiente rebautizado como GNU IceCat, un proyecto GNU para suministrar versiones de programas de Mozilla constituidos, en su totalidad, de software libre.
El Iceweasel de Debian está basado en una versión modificada de Firefox, en la que se reemplazan las marcas registradas de Mozilla por otras libres, y se incorporan mejoras de seguridad adicionales siguiendo la política de actualizaciones de seguridad de Debian. Iceweasel es el navegador por defecto de Debian Etch y versiones posteriores. Thunderbird, SeaMonkey y Sunbird se renombraron a Icedove, Iceape y Iceowl respectivamente, de la misma forma y por la misma razón.
Iceweasel también está incluido en derivados de Debian, como en Kali linux y TAILS
Iceweasel todavía utiliza algunos servicios de Internet basados en Mozilla, como el servicio de búsqueda de agregados Mozilla y el notificador de actualizaciones (aunque el navegador se actualiza a través del sistema APT). Tampoco ha habido cambio en cuanto a cómo funcionan o se pueden conseguir los componentes no libres.
Al igual que siempre, Debian está comprometida a suministrar soluciones de seguridad a cualquier versión de Iceweasel que se incluya en sus lanzamientos estables hasta que el soporte para dichos lanzamientos termine.

## Orígenes de la bifurcación
Conforme a lo establecido en la legislación de licencias, con el fin de mantener su marca comercial, Mozilla hace cumplir las marcas de acuerdo con su política y puede negar el uso del nombre "Firefox" a desarrollos no oficiales que queden fuera de determinadas directrices. A menos que las distribuciones utilicen los binarios suministrados de Mozilla, estén dentro de las directrices, o bien tengan un permiso especial, se debe compilar el código fuente de Firefox activando una opción que crea los binarios sin la marca oficial de Firefox y las formas conexas de gráficos, ya sea utilizando el built-in libre de gráficos, o gráficos siempre en tiempo de compilación.

## Formación del nombre
Concretamente, Iceweasel (nombre elegido para sustituir a Firefox), es una clara mofa hacia el nombre original porque «"Hielo no es Fuego y Comadreja no es Zorro"».

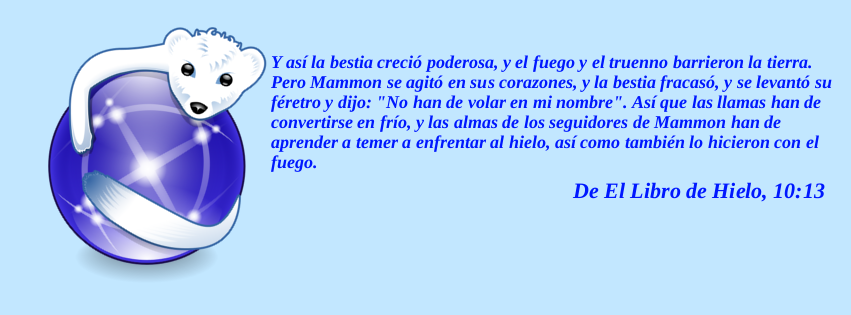
Traducción al español del texto que aparece al escribir en la barra de direcciones "about:iceweasel".

Las políticas de Mozilla dieron lugar a un largo debate en el seno del Proyecto Debian entre 2004 y 2005. Durante este debate, el nombre de Iceweasel (que significa en castellano comadreja de hielo) fue acuñado para referirse a bifurcaciones de Firefox. El primer uso conocido del nombre, en este contexto, es de Nathanael Nerode, en respuesta a la sugerencia de Eric Dorland de llamarlo "IceRabbit". El nombre pretende ser una parodia de "Firefox". Iceweasel se convirtió pronto en el nombre más utilizado para una hipotética bifurcación de Firefox Hacia el 1 de enero de 2005, el fork ya era llamado la "línea Iceweasel".

## Nacimiento de Iceweasel
Originalmente Debian obtuvo el permiso para utilizar las marcas y el nombre Firefox Sin embargo, debido a que los gráficos en Firefox cuentan con una licencia privativa de derechos de autor, no eran compatible con las directrices de software libre de Debian, y Debian sustituyó el logo del Firefox y otros elementos. En 2006, Mozilla retiró su permiso para que Debian utilice el nombre de Firefox, debido a cambios significativos en el navegador de Mozilla que consideraron fuera de los límites de su política. Con los cambios que Debian consideraba suficientemente importantes para preservar, se diseñó el nuevo navegador Iceweasel.

## Extensiones y plugins de Firefox en Iceweasel
Cualquier complemento de Firefox puede ser instalado sin problemas. En el caso de la Google toolbar habrá que modificar un pequeño apartado en el about:config llamado general.useragent.extra.firefox.

## Versionesunstableyexperimental
Debido al ciclo de desarrollo de paquetes de Debian, las versiones de software en las ramas stable y testing no están a la par con los desarrolladores principales (especialmente con software de escritorio como navegadores y ofimática). Para esto, existen las ramas unstable (o Sid) y experimental. La rama experimental contiene la versión más reciente de software como Iceweasel, desde el desarrollo principal (upstream), pero podría contener algunos bugs, los que, a medida que se corrigen, pasará a sid.
Versiones disponibles en
- Sid:

- 38.3.0esr-1: amd64 arm64 armel armhf i386 kfreebsd-amd64 kfreebsd-i386 mips mipsel powerpc ppc64 ppc64el
- 38.2.1esr-1~deb8u1: s390x
- 24.2.0esr-1 [debports]: hppa
- 17.0.8esr-2: hurd-i386
- 2.0.0.12-1 [debports]: m68k

- Experimental:

- 41.0.2-1: amd64 arm64 armel armhf i386 kfreebsd-i386 powerpc ppc64 ppc64el
- 41.0.1-1: kfreebsd-amd64 mips
- 39.0-1: s390x

Para acceder a las ramas unstable y experimental, se debe agregar al archivo sources.list las siguientes líneas (donde xx es el mirror correspondiente):
```
deb 
http://ftp.xx.debian.org/debian
 
(
enlace roto
 disponible en 
Internet Archive
; véase el 
historial
, la 
primera versión
 y la 
última
).
 sid main contrib non-free
deb-src 
http://ftp.xx.debian.org/debian
 
(
enlace roto
 disponible en 
Internet Archive
; véase el 
historial
, la 
primera versión
 y la 
última
).
 sid main contrib non-free

deb 
http://ftp.xx.debian.org/debian
 
(
enlace roto
 disponible en 
Internet Archive
; véase el 
historial
, la 
primera versión
 y la 
última
).
 experimental main contrib non-free
deb-src 
http://ftp.xx.debian.org/debian
 
(
enlace roto
 disponible en 
Internet Archive
; véase el 
historial
, la 
primera versión
 y la 
última
).
 experimental main contrib non-free
```

contrib y non-free son opcionales.

## Fin de la bifurcación en Debian
A partir del 10 de marzo de 2016 se incluye de nuevo el navegador Firefox-ESR versión 45 en la rama Sid, suplantando el paquete Iceweasel.
El día 17 de febrero se abrió un bug en el sitio de Debian proponiendo el cambio de nombre de Iceweasel a Firefox, los actores de la solicitud fueron Mike Hommey, Mike Connor, Sylvestre Ledru y Stefano Zacchiroli.